# 甘纳豆

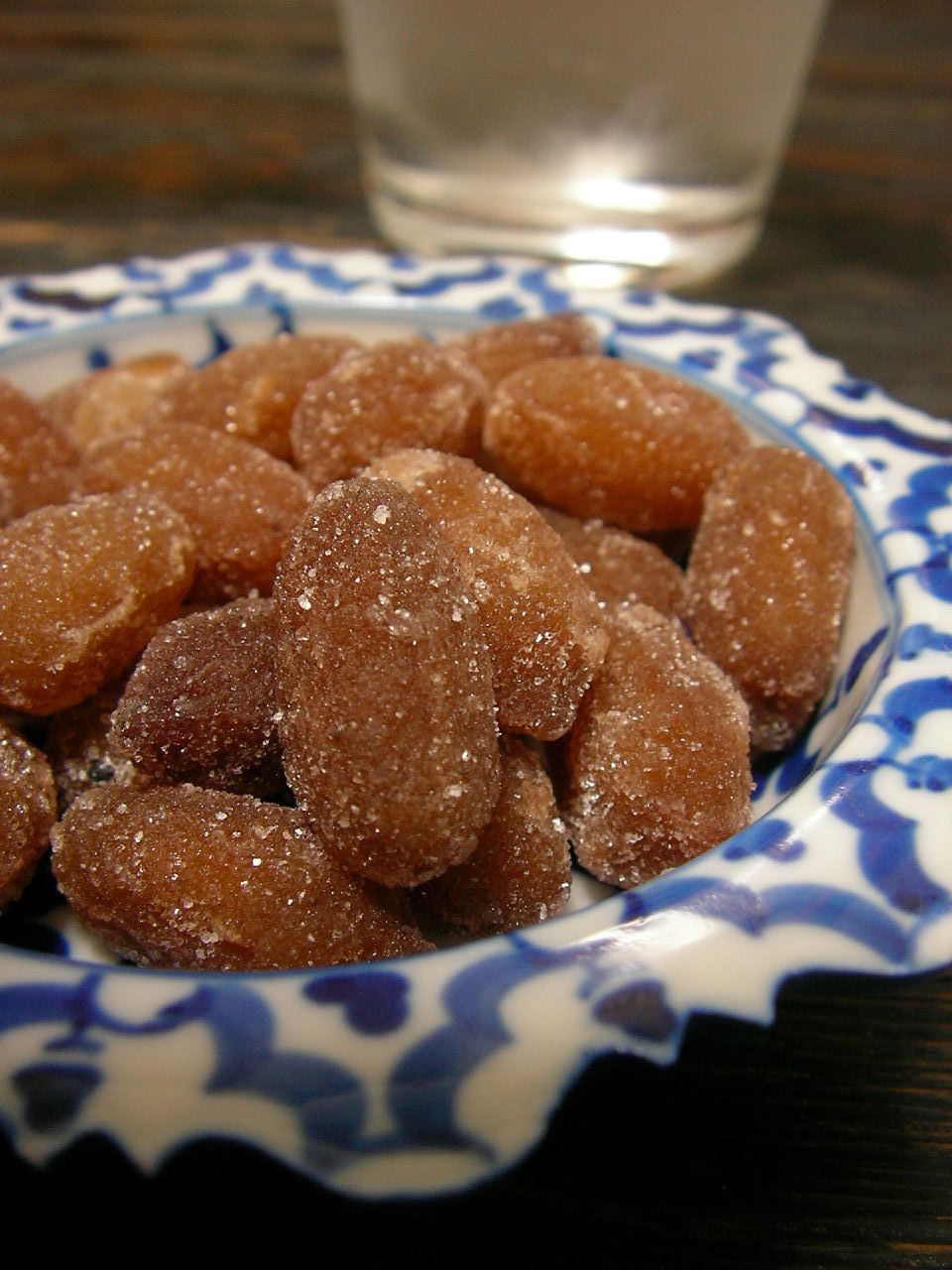
甘纳豆（花生）

甘纳豆（日语：／ Amanattō */?），是将栗子、花生等豆类植物的果实，或者番薯片等用砂糖腌渍而成的一种蜜饯类日式点心。
甘纳豆与发酵食品纳豆并没有关系，却经常被混淆。近年来在纳豆普及率较低的近畿地方，“纳豆”这个词有时也被用来指甘纳豆。

## 简介
主要材料：红豆、豇豆、豌豆、蚕豆、菜豆、红花荷包豆。近年来花生和大豆（主要是黑大豆）等其他豆类也会被使用。将这些豆类和砂糖一起熬干，再裹上砂糖晾干即成。
甘纳豆是在1857年（安政5年）由荣太楼发明的。起初因为和浜名纳豆相似而得名甘名纳糖，第二次世界大战之后，更名为简略的甘纳豆。
近年来还出现了比过去的甘纳豆由很多水分，糖度更低的新产品。这些新产品更易保存，追求柔和的口感和清淡的甜度。
臺灣傳統甘纳豆使用雲林花豆，近年改用中國大陸白雲豆，以滾水煮開後以四種不同濃度糖水蜜漬，最後裝入竹簍裹覆糖粉。

## 食用方法
在北海道的道央圈和山梨县，有在赤饭中放入甘纳豆的风俗。在青森县的一些地方，因为有室町时代甲斐国（山梨县）南部的先民移居，还保留着这个习俗。
有些登山家还将甘纳豆作为登山食品，在严冬期的山中，把甘纳豆放到热水中做成像小豆年糕汤一样食用。

## 脚注
1. ↑  「飲食事典」本山荻舟　平凡社　p14　昭和33年（1958年）12月25日発行 ISBN 978-4582107012
2. ↑  中山圭子.  第1刷. 東京都: 岩波書店. 2006-02-24: 4–5. ISBN 978-4-00-080307-6.
3. ↑  赤飯は甘納豆!節分は落花生! （页面存档备份，存于） 北海道ファンマガジン 2003年7月25日